# 狭山金型製作所
株式会社狭山金型製作所（さやまかながたせいさくしょ）は、埼玉県入間市に本社を置く、精密プラスチック金型及び成型品を設計・製造する会社である。

## 概要
端子を差し込むスリットの間隔が0.08ミリメートルである世界最小の小型コネクター、外径0.24ミリメートルのプラスチック製注射針の開発など、1千分の1ミリ単位の精度の超精密加工を得意とするプラスチック金型製造業者である。超精密加工を実現するため、幹線道路から離れた静かな環境に工場を置いている。
入間市近隣の中小企業5社からなる「チーム入間」を結成したほか、精密な加工技術に強みを持つ全国の中小企業の団体である「微細加工工業会」の発足に携わるなど、他企業との共同受注、情報発信体制を整備して事業を展開していることも特色である。

## 沿革
1964年に創業し、1971年4月に法人を設立した。1987年に現会長の大場治が事業承継したのち、微細加工に特化する方針を固め、2001年に現工場を開設した。
2009 年に入曽精密、テラダイ、東成エレクトロビーム、松下製作所と「チーム入間」を結成し、超小型のギアボックスの試作などによる共同営業・共同受注体制を整備した。2018年にはキャステム、hakkaiなどと「微細加工工業会」を設立し、米国の展示会への共同出展を含む情報発信活動等を開始した。
5年間の準備期間を経て、2023年に現社長の大場総一郎に事業承継した。